# سیارک ۲۴۱۱۸
سیارک ۲۴۱۱۸ (به انگلیسی: 24118 Babazadeh، نامگذاری:1999VX28) بیست و چهار هزار و صد و هجدهمین سیارک کشف شده‌است که در ۳ نوامبر ۱۹۹۹ کشف شد.
قدر مطلق سیارک برابر ۱۴٫۱ است.